# Hans Thimig
Hans Emil Thimig (né le 23 juillet 1900 à Vienne et mort le 17 février 1991 dans la même ville) est un acteur et réalisateur autrichien.

## Biographie
Le plus jeune enfant de l'acteur du Burgtheater, Hugo Thimig, et son épouse Franziska joue sans formation à l'âge de 16 ans sous le pseudonyme de Hans Werner au Volkstheater de Vienne. Helene Thimig et Hermann Thimig, ses frère et sœur de onze et dix ans son aîné, sont également acteurs ; Hélène prend parfois le pseudonyme Hélène Werner.
De 1918 à 1924, il est embauché sous son vrai nom au Burgtheater puis au Theater in der Josefstadt, que dirige son futur beau-frère Max Reinhardt. Outre son père, ses frères Helene et Hermann y jouent également, de sorte que le public viennois appelle le théâtre "Thimig-Theater". Bientôt, il commence aussi à diriger, d'abord au Theater in der Josefstadt, puis au cinéma.
Hans Thimig reste fidèle au Theater in der Josefstadt jusqu'en 1942. C'est grâce à lui que ce théâtre survit au Troisième Reich ; Hans Thimig réussit à ce que le directeur du Deutsches Theater de Berlin, Heinz Hilpert, prenne également le relais (Reinhardt avait également dirigé les deux théâtres en même temps). Quand Max Reinhardt meurt en exil aux États-Unis en 1943, Hilpert organise un service commémoratif avec les frères Thimig malgré le régime nazi au Theater in der Josefstadt.
Fin 1944, on demande à Hans Thimig de tourner un film de propagande à Berlin. Cependant, Karl Hartl, directeur de la production cinématographique à Vienne, conseillé à Thimig de fuir, ce qu'il fait. Il prend sa retraite à Wildalpen, en Styrie, où la famille Thimig est propriétaire d'une maison d'été et est couverte par Karl Hartl, qui la déclare malade. Après la Seconde Guerre mondiale, Hans Thimig devient maire de Wildalpen pour une courte période, puisqu'il est considéré comme le seul homme de la ville sans passé nazi.
Il joue à partir de 1949 au Burgtheater (dont il est le membre honoraire), au Josefstadt et au Volkstheater. Il est à nouveau réalisateur et succède en 1959 à sa sœur Helene (qui a pris sa retraite à cause de son âge) pour diriger le Max Reinhardt Seminar.
De 1952 à 1960 Thimig apparaît dans la très populaire soap opera Die Radiofamilie dans le rôle du père de famille Hans Floriani ; son épouse Vilma est par joué sa belle-sœur Vilma Degischer.
Il s'est marié deux fois, lors de son premier mariage en 1929 avec l'actrice Christl Mardayn. En 1945, il épousa Helene Rauch avec qui il a deux filles, Heidemarie et Henriette Thimig, toutes deux actrices.
Hans Thimig est décédé en 1991 à Vienne, à l'âge de 90 ans. Il laisse son corps à l'Institut anatomique de l'université de Vienne à des fins scientifiques. Les morts qui donnent leurs corps à la science sont honorés dans un site commémoratif dans le cimetière central de Vienne (Neue Anatomiegräber, groupe 26).

## Filmographie

### En tant qu'acteur
Cinéma muet
- 1921 : Kleider machen Leute (de)
- 1922 : Der Taugenichts
- 1922 : Sodome et Gomorrhe
- 1922 : Der Ausflug in die Seligkeit
- 1922 : Märchen aus Alt-Wien
- 1924 : L'Esclave reine
- 1924 : Der Fluch
- 1925 : Liebesgeschichten
- 1927 : Die Strecke
- 1928 : Eine Frau von Format
- 1928 : Dorine und der Zufall
- 1929 : Die weiße Nacht

Cinéma parlant
- 1930 : Geld auf der Straße
- 1931 : Arm wie eine Kirchenmaus
- 1932 : Lumpenkavaliere
- 1932 : Sehnsucht 202
- 1933 : Les Voix du printemps
- 1934 : Jede Frau hat ein Geheimnis
- 1935 : Tanzmusik
- 1935 : Le Postillon de Lonjumeau
- 1937 : Millionäre
- 1937 : Die glücklichste Ehe der Welt
- 1938 : Geld fällt vom Himmel
- 1943 : Zwei glückliche Menschen
- 1951 : Der schweigende Mund
- 1952 : Frühlingsstimmen
- 1953 : Franz Schubert – Ein Leben in zwei Sätzen (de)
- 1954 : Das Licht der Liebe
- 1954 : Les Jeunes Années d'une reine
- 1955 : Sa fille Pierre
- 1955 : Sarajevo
- 1956 : Und wer küßt mich?
- 1957 : Meine schöne Mama
- 1958 : Sebastian Kneipp – Ein großes Leben (de)
- 1958 : Der Priester und das Mädchen
- 1959 : Meine Tochter Patricia
- 1960 : Le Brave Soldat Chvéïk
- 1960 : Mélodie de l'adieu
- 1960 : Accord final (de)
- 1961 : Un homme dans l'ombre
- 1965 : Heidi
- 1976 : Die Standarte

### En tant que réalisateur
- 1941 : La Perle du Brésilien
- 1942 : Brüderlein fein
- 1942 : Die kluge Marianne
- 1943 : Die goldene Fessel
- 1944 : Wie ein Dieb in der Nacht
- 1947 : Umwege zu dir
- 1947 : Gottes Engel sind überall
- 1948 : Maresi
- 1952 : Frühlingsstimmen
- 1963 : Das Apostelspiel (TV)
- 1964 : Die Kinder (TV)

### En tant que scénariste
- 1942 : Brüderlein fein
- 1947 : Umwege zu dir